# Andrzej Kajetan Wróblewski
Andrzej Kajetan Wróblewski (ur. 7 sierpnia 1933 w Warszawie) – polski fizyk doświadczalny i historyk nauki, zajmujący się głównie fizyką cząstek elementarnych i historią fizyki, encyklopedysta i popularyzator. Profesor zwyczajny nauk fizycznych i członek rzeczywisty Polskiej Akademii Nauk (od 1991); dawniej wiceprezes Polskiej Akademii Umiejętności (2009–2018), rektor Uniwersytetu Warszawskiego (1989–1993) oraz dziekan tamtejszego Wydziału Fizyki (1986–1989). Doktor honorowy kilku uczelni i laureat kilkunastu nagród, w tym Medalu Smoluchowskiego – najwyższego odznaczenia przyznawanego przez Polskie Towarzystwo Fizyczne (1999).
Jako fizyk cząstek badał m.in. materię dziwną, kontynuując tym prace Mariana Danysza. Fizykę i jej historię – praktycznie wszystkich dziedzin i epok – popularyzował przez książki, artykuły i publiczne wykłady.

## Życiorys
Jest absolwentem Liceum im. Władysława IV w Warszawie. W okresie nauki szkolnej interesował się astronomią i prowadził amatorskie obserwacje. W 1955 ukończył studia fizyczne na Wydziale Matematyczno-Fizyczno-Chemicznym Uniwersytetu Warszawskiego, na którym pracował od 1954. Był redaktorem naczelnym czasopisma Urania – Postępy Astronomii w latach 1958–1963. W 1961 obronił pracę doktorską Badanie hiperonów Λ0 metodą emulsji jądrowych napisaną pod kierunkiem Mariana Danysza. Wróblewski w 1964 otrzymał stopień doktora habilitowanego na podstawie pracy Produkcja cząstek dziwnych w oddziaływaniach π--p przy energii 10 GeV, w 1971 został profesorem nadzwyczajnym, a w 1979 profesorem zwyczajnym Uniwersytetu Warszawskiego. W latach 1975–1981 był dyrektorem Instytutu Fizyki Doświadczalnej, a w latach 1986–1989 dziekanem Wydziału Fizyki UW. Pełnił funkcję rektora Uniwersytetu Warszawskiego w kadencji 1989–1993.

## Działalność naukowa

### Fizyka i popularyzacja
Jego specjalnościami są fizyka cząstek elementarnych (fizyka wysokich energii) oraz historia fizyki. Badał mechanizm produkcji hadronów, m.in.:
- znalazł związek między średnią krotnością produkowanych cząstek i dyspersją ich rozkładu; zależność ta została nazwana formułą Wróblewskiego[5] (ang. Wróblewski formula, Wróblewski relation);
- w latach 80. wprowadził też tzw. współczynnik Wróblewskiego (ang. Wróblewski factor), opisujący tłumienie kwarków dziwnych[6].

W miesięczniku „Wiedza i Życie” opublikował setki felietonów o znanych uczonych, pod nazwą Uczeni w anegdocie. Na jej podstawie powstały książki o tym samym tytule. W 1961 otrzymał Nagrodę „Problemów” za osiągnięcia w dziedzinie popularyzowania nauki.

### Organizacja badań i uczelni
Jest autorem pojęcia „lista filadelfijska”, którym w Polsce określa się czasopisma naukowe indeksowane przez Journal Citation Reports. Opracował pierwsze zasady kategoryzacji polskich instytucji naukowych w oparciu o wskaźniki parametryczne. Krytykował politykę naukową minister Barbary Kudryckiej:
- w 2010, na Zgromadzeniu Ogólnym Polskiej Akademii Nauk[9];
- w 2011, odbierając doktorat honorowy Politechniki Warszawskiej[10].

## Członkostwa i funkcje
Towarzystwa naukowe i akademie nauk:
- 1954: Polskie Towarzystwo Astronomiczne,
- 1955: Polskie Towarzystwo Fizyczne,
- 1976: Polska Akademia Nauk – członek korespondent,
- 1983: Towarzystwo Naukowe Warszawskie – członek zwyczajny, członek honorowy
- 1991: PAN – członek rzeczywisty,
- 1998: Polska Akademia Umiejętności – członek korespondent,
- 2004: PAU – członek czynny,
- 2009: PAU – wiceprezes.

Komisje, komitety i rady:
- 1979–1989: Centralna Komisja Kwalifikacyjna ds. Kadr Naukowych przy Prezesie Rady Ministrów,
  - 1981–1987: wiceprzewodniczący,
- 1985–2002: Rada Naukowa Centrum Badań Kosmicznych PAN – przewodniczący[11],
- 1992–1995: Rada ds. Nauki przy Prezydencie Lechu Wałęsie – przewodniczący,
- 1993–1999: Komitet Polityki Naukowej CERN,
- 1994–2000: Komitet Badań Naukowych,
  - 1997–2000: wiceprzewodniczący[1],
- przez wiele lat był też przewodniczącym Rady Naukowej Instytutu Historii Nauki PAN (od 1996 r.)[11][12].

## Nagrody
W latach 1973–2021 otrzymał kilkanaście wyróżnień, zarówno z Polski, jak i z zagranicy:
Doktoraty honorowe
- 1980: Uniwersytet w Siegen (Niemcy),
- 1990: Uniwersytet Chapmana w Orange (USA),
- 1992: Uniwersytet w Glasgow[1],
- 2011: Politechnika Warszawska[13],
- 2017: Uniwersytet Jana Kochanowskiego w Kielcach[5].

Odznaczenia
- 1975: Medal Komisji Edukacji Narodowej,
- 1976: Krzyż Kawalerski Orderu Odrodzenia Polski,
- 1984: Krzyż Komandorski Orderu Odrodzenia Polski,
- 1998: Krzyż Komandorski z Gwiazdą Orderu Odrodzenia Polski – M.P. z 1998 r. nr 16, poz. 235,
- 1994: Krzyż Oficerski Orderu Narodowego Zasługi Republiki Francuskiej[1].

Inne wyróżnienia
- 1961: Nagroda „Problemów”
- 1973: Nagroda Marii Skłodowskiej-Curie – zespołowa,
- 1986: Nagroda „Problemów” (po raz drugi)[14],
- 1999: Medal Mariana Smoluchowskiego,
- 2005: Nagroda Prezesa Rady Ministrów za wybitny dorobek naukowy[5],
- 2010: Nagroda Naukowa im. Mikołaja Kopernika w dziedzinie filozofii przyrody,
- 2020: Nagroda specjalna na stulecie Polskiego Towarzystwa Fizycznego[15],
- 2021: Nagroda im. Jana Jędrzejewicza, przyznawana przez Instytut Historii Nauki PAN i miasto Płońsk – za książkę Historia fizyki w Polsce[16].
- 2021: Złota Róża przyznawana przez Festiwal Nauki w Warszawie – za książkę Historia fizyki w Polsce[17].

## Wybrane publikacje
Autor ponad dwustu artykułów z fizyki wysokich energii oraz innych dzieł – kilku własnych książek, kilku tłumaczeń z angielskiego i rosyjskiego oraz fragmentów innych prac. Napisał hasło Fizyka w XX wieku w Encyklopedii PWN. W latach 1991-2025 był autorem czterystu felietonów "Uczeni w anegdocie" na łamach czasopisma popularnonaukowego "Wiedza i Życie". 

### Własne książki
- 1958: Z tajemnic Marsa, w serii „Biblioteka Problemów”, PWN
- 1976: Wstęp do fizyki, wraz z Januszem Zakrzewskim, t. 1, PWN
  - 1984: II wydanie
  - 1989: t. 2, cz. 1, ISBN 83-0107012-9
  - 1991: t. 2, cz. 2,  ISBN 83-0109498-2
- 1982: Prawda i mity w fizyce, Zakład Narodowy im. Ossolińskich, ISBN 83-0401031-3
  - 1987: II wydanie, Wydawnictwo Iskry, ISBN 83-2070880-X
  - 1998: Sự thật và huyền thoại trong vật lý học – wydanie wietnamskie, tłum. Nguyễn Văn Hướng
- 1999: Uczeni w anegdocie, Prószyński i S-ka, ISBN 83-7255016-6
  - 2004: Uczeni w anegdocie. Poczet 2, ISBN 83-7337643-7
  - 2010: 200 uczonych w anegdocie. Ks. 1 i 2, Świat Książki, ISBN 978-83-2471853-5, ISBN 978-83-2472001-9
  - 2018: 300 uczonych prywatnie i na wesoło. T. 1 i 2, Prószyński i S-ka, ISBN 978-83-8123-259-3, ISBN 978-83-8123-282-1
- 2006: Historia fizyki – od czasów najdawniejszych do współczesności, Wydawnictwo Naukowe PWN, ISBN 978-83-0114635-1
  - 2007-2019: dodruki (łącznie 8)
- 2020: Historia fizyki w Polsce, PWN, ISBN 978-83-01-21138-7.

### Tłumaczenia
- 1957: G. W. K. Ford., E. Parkins., H. S. Isbin, O reaktorach jądrowych, PWN, wraz ze Stanisławem Zasadą – z angielskiego,
- 1960: A.P. French, Zasady fizyki współczesnej, PWN – z angielskiego,
- 1961: N. P. Barabaszow, A. A. Michajłow, J. N. Lipski, Atlas odwrotnej strony Księżyca, PWN – z rosyjskiego,
- 1967: Otto Struve, Velta Zebergs, Astronomia XX wieku, PWN – z angielskiego,
- 1968: Bruno Rossi, Promieniowanie kosmiczne, seria „Biblioteka Problemów”, PWN – z angielskiego.

### Redakcje prac zbiorowych i innych
- 1959–1964: redaktor naczelny czasopisma Urania[20]
- 1980: Z powrotem na Ziemię. Spór o pochodzenie cywilizacji ludzkich, seria „Rodowody Cywilizacji”, Państwowy Instytut Wydawniczy, ISBN 83-0600167-2,
  - 2000: II wydanie, Prószyński i S-ka, ISBN 83-7180868-2,
- 1983: Encyklopedia fizyki współczesnej[21] ,
- 1996: Świat nauki współczesnej. Tom 1, przekł. z fr. Agata Bernat et al., PWN, ISBN 83-0111805-9,
- 1996: 75 lat fizyki na Hożej. Praca zbiorowa, wraz z Martą Kicińską-Habior, Wydawnictwa Uniwersytetu Warszawskiego, ISBN 83-9053340-5,
- 1997: 75 lat fizyki na Hożej. Spis publikacji z lat 1971-1995, wraz z Martą Kicińską-Habior, WUW, ISBN 83-9053341-3,
- 2016: Nauki ścisłe i przyrodnicze na Uniwersytecie Warszawskim, WUW, ISBN 978-83-2352122-8, ISBN 978-83-2351791-7,
- 2016: Portrety uczonych : profesorowie Uniwersytetu Warszawskiego, 6 tomów: 1816–1915; 1915–1945 A-Ł, M-Ż; po 1945 A-K, L-R, S-Ż; WUW,
- 2021: 100 lat fizyki od Hożej do Pasteura. Księga wspomnień, WUW, ISBN 978-83-235-5144-7.

### Przedmowy, posłowia i wkład w prace zbiorowe
- 1979: Werner Heisenberg, Ponad granicami, seria „Biblioteka Myśli Współczesnej”, PIW, ISBN 83-06-00062-5
- 1990: John Taylor(inne języki), Nauka i zjawiska nadnaturalne, PIW, ISBN 8306020308
- 1997: Albert Einstein, Teoria względności i inne eseje, Prószyński i S-ka, ISBN 83-7180019-3

- 2002: „Historia fizyki i astronomii” [w:] Fizyka z astronomią, seria „Encyklopedia Szkolna”, Wydawnictwa Szkolne i Pedagogiczne, ISBN 83-02-08469-7, s. 7–34
- 2004: Lekcje Marii Skłodowskiej-Curie. Notatki Isabelle Chavannes z 1907 roku, WSiP, ISBN 8302090905
- 2008: „Feynman – uczony i wykładowca” [w:] Feynmana wykłady z fizyki. Feynman radzi, PWN, ISBN 978-83-01-14998-7
- 2011: Isaac Newton, Matematyczne zasady filozofii przyrody, Copernicus Center Press, ISBN 978-83-62259-24-3